# 德国8号高速公路
德国8号高速公路（Bundesautobahn 8，简称BAB 8或A 8）是德国的一条高速公路，始于Perl，终于Piding。德国8号高速公路全长497千米，最初建于1934年，主要经过萨尔、莱茵兰-普法尔茨、巴登-符腾堡州、巴伐利亚等地。该高速也是欧洲E29、E45、E52、E60公路的一部分。